# Ahmed Mohamed al-Maqqari
Ahmed Mohamed al-Maqqari o, simplemente, Al Maqqari (Tremecén, 1578-El Cairo, 1632), de nombre completo Shihab al-Din Abul Abbas Ahmad ben Muhammad ben Ahmadben Yahya al Khurashi fue un historiador y escritor argelino.

## Biografía
Nació en Tremecén o Tlemcén, donde pasó los primeros años de su vida estudiando el Corán y las tradiciones bajo el auspicio de su tío, por aquel entonces muftí de aquella ciudad. Se fue siguiendo a la corte de Ahmad al-Mansur, a quien dedicó su Rawdat al-As (El jardín de mirto), obra que trata sobre los ulemas de Marrakech y Fez.
Tras la muerte de al-Mansur en 1603, al-Maqqari se estableció en Fez, donde fue nombrado muftí e imam de la mezquita Qarawiyin por el sucesor de al-Mansur Zidan Abu Maali en 1618, pero abandonó Fez ese mismo año y realizó su primera peregrinación a La Meca. Al año siguiente se estableció en El Cairo. En 1620 visitó Jerusalén y Damasco y, durante los siguientes seis años, hizo la peregrinación en otras cinco ocasiones.
En 1628 se trasladó a Damasco dónde dio conferencias sobre la colección de hadices de Bujari, habló sobre las glorias de al-Ándalus y, bajo los auspicios de un rico mecenas, recibió el impulso para escribir la historia del reino musulmán. Ese mismo año regresó a El Cairo donde continuó escribiendo su historia. Murió mientras hacía preparativos para establecerse definitivamente en Damasco.

## Obra
Al Maqqari fue autor de varios trabajos sobre asuntos religiosos y literarios, pero su gran obra, la que le dio fama, fue una compilación sobre la historia y la literatura de los musulmanes de al-Ándalus que lleva por título de Nafh at-tib min gusn al-Andalus ar-ratib wa dikri waziriha Lisan Addin b. Al-Hatib (Exhalación del olor suave del ramo verde del Alándalus e historia del visir Lisan ed din ben Aljathib).
El propio Al-Maqqari, en el prefacio a su obra dice que, estando en Damasco, fue invitado a escribir una biografía del historiador y visir conocido como Lisan al-Din ibn al-Jatib. Posteriormente compuso, para introducir la biografía, una compilación de varias obras sobre la descripción e historia de al-Ándalus. 
Esta primera parte es una auténtica enciclopedia histórico-literaria sobre al-Ándalus dividida en ocho libros con la siguiente temática:
- Libro I: Descripción física de la isla de Andalus.
- Libro II: Conquista de Andalus por los árabes. Gobernadores.
- Libro III: Historia de los califas y los reyes.
- Libro IV: Descripción de la ciudad de Córdoba, su historia y sus monumentos.
- Libro V: Historia de los andalusíes que hicieron su viaje a Oriente.
- Libro VI: Musulmanes de Oriente que hicieron su viaje a Andalus.
- Libro VII: Bosquejos de historia literaria, cualidades intelectuales y morales que Allah ha otorgado a los andalusíes.
- Libro VIII: Derrota y expulsión de los musulmanes de Andalus por los cristianos.[3]

La segunda parte se centra en la persona de Ibn al-Jatib y también está dividida en ocho libros que se ocupan de diversos aspectos del biografiado: sus antepasados, su vida, sus maestros, su correspondencia, su estilo, su obra, sus discípulos y sus hijos.
La primera parte de la obra posee un enorme valor histórico e historiográfico, ya que compendia y ordena cronológicamente los conocimientos sobre al-Ándalus aportados por numerosos autores árabes anteriores al propio al-Maqqari, muchas de cuyas obras se han perdido. Tuvo una larga transmisión manuscrita antes de ser impresa. Dado su enorme valor bibliográfico e histórico, sirvió de inspiración y fuente para las primeras creaciones literarias de sesgo histórico que trataron sobre la presencia musulmana en la península ibérica. Así, José Antonio Conde trató de procurarse, infructuosamente, una copia del manuscrito existente en la Biblioteca Real de París para escribir su Historia de la Dominación de los árabes en España. Pascual de Gayangos, que sería el primer catedrático universitario de árabe en España, fue el primero que editó la obra para la erudición moderna, en una versión resumida y reordenada de la primera parte que tradujo al inglés con el título The History of the Mohammedan Dynasties in Spain, (Londres, 1840-1843).
La primera parte fue traducida y publicada por Wright, Krehl, Reinhart Dozy y Dugat con el título de Analectes sur l'histoire et la littérature des Arabes d'Espagne (Leiden, 1855-1861). La obra completa ha sido editada en Bulaq (1863), El Cairo (1885) y Beirut (1988).